# Kenneth Street
Kenneth Street (Berkeley, 1920 - Paradise, 13 maart 2006) was een Amerikaans scheikundige. Hij maakte met Glenn Seaborg deel uit van het team dat de transurane elementen berkelium en californium in resp. 1949 en 1950 synthetiseerde.